# Setra S 531 DT
De Setra S 531 DT is een dubbeldeks-touringcarmodel, geproduceerd door de Duitse busfabrikant Setra. Dit model bus is in 2017 geïntroduceerd.

## Inzet
Dit type bus wordt veelal ingezet bij touringcarbedrijven voor toerisme, maar ook bij verschillende openbaarvervoerbedrijven voor onder andere internationale buslijnen en HOV-lijnen. In Duitsland wordt de bus ingezet door enkele busbedrijven voor het openbaar vervoer.
| Bedrijf                                           | Serie     | Aantal    | Inzet                                                                               | Opmerking |
| Duitsland                                         | Duitsland | Duitsland | Duitsland                                                                           | Duitsland |
| ------------------------------------------------- | --------- | --------- | ----------------------------------------------------------------------------------- | --- |
| Geldhauser Linien- und Reiseverkehr GmbH & Co. KG | ??        | 8         | Diverse buslijnen in de Alpen (Beieren)                                             | Ter ondersteuning van een lopend pilootproject van de Deutscher Alpenverein om diverse wandelaars naar verschillende haltes in de Beierse bergen te brengen. |
| Scherer Reisen Omnibus Gesellschaft mbH           | ??        | 15        | Moezelstreek - Buslijn van Burgen naar Koblenz - Snelbuslijn van Koblenz naar Polch | |
| Schuy Exclusiv Reisen GmbH & Co. KG               | ??        | 1         | Tourvervoer                                                                         | |
| Nederland                                         |           |           |                                                                                     | |
| TCR Tours                                         | 04-BLS-7  | 1         | Diverse inzet                                                                       | 88 persoons standaardindeling, om te bouwen naar 66 personen.                                                                                                |
| Noorwegen                                         |           |           |                                                                                     | |
| Vy Buss AS                                        | ??        | 13        | Expresslijnen routes - Oslo - Kristiansand - Oslo - Måløy - Lillehammer - Trondheim | |
| Oostenrijk                                        |           |           |                                                                                     | |
| Postbus AG                                        | ??        | 9         | Intercitylijnen (Wieselbus-intercity)                                               | |

## Verwante bustypen

### ComfortClass

#### 500-serie
- S 511 HD - 11 meter verhoogde uitvoering (2 assen)
- S 515 HD - 12 meter verhoogde uitvoering (2 assen)
- S 515 MD - 12 meter uitvoering (2 assen)
- S 516 HD - 13 meter verhoogde uitvoering (3 assen)
- S 516 HD/2 - 13 meter verhoogde uitvoering (2 assen)
- S 516 MD - 13 meter uitvoering (3 assen)
- S 517 HD - 14 meter verhoogde uitvoering (3 assen)
- S 519 HD - 14 meter verhoogde uitvoering (3 assen)

### MultiClass

#### 500-serie
- S 510 LE - 11 meter lage instap uitvoering (2 assen)
- S 515 LE - 12 meter lage instap uitvoering (2 assen)
- S 516 LE - 13 meter lage instap uitvoering (2 assen)
- S 518 LE - 14 meter lage instap uitvoering (3 assen)

### TopClass

#### 400-serie
- S 431 DT - 14 meter uitvoering (3 assen, dubbeldeks)

#### 500-serie
- S 515 HDH - 12 meter uitvoering (3 assen)
- S 516 HDH - 13 meter uitvoering (3 assen)
- S 517 HDH - 14 meter uitvoering (3 assen)